# 우메다 미카
우메다 미카(일본어: 梅田 みか, 1965년 2월 1일 ~ )는 일본의 각본가이자 소설가이다. 도쿄도에서 작가였던 아버지 우메다 하루오의 장녀로 태어났다. 게이오기주쿠 대학 문학부 철학과를 졸업한 후 집필 활동을 시작했다. 1994년 드라마 사랑이란 어떤 것일까로 데뷔했으며, 주로 연애 에세이를 중심으로 활동하고 있다.

## 저서
- 《이별의 열두 달》 (別れの十二か月, 1993)
- 《내 마음대로 사랑하는 80가지 방법》 (思いどおりの恋をする80の方法, 1998)
- 《반드시 행복해질 수 있는 사랑의 법칙》 (かならず幸せになれる恋のルール, 2003)
- 《읽는 것만으로 연애 체질이 되는 책》 (読むだけで恋愛体質になれる本, 2005)
- 《연하연애》 (年下恋愛, 2007)
- 《서점원의 사랑》 (書店員の恋, 2008)
- 《주부의 규칙》 (主婦の掟, 2009)

## 각본
- 기묘한 이야기 1995년 봄 특별편 - 토모코의 긴 아침 (1995)
- 해피 마니아 (1998)
- 다시 한번 키스 (2000)
- 애인의 규칙~ 당신을 만나고 싶어서 (2000)
- CA라고 불러!(2006)
- 고스트 마마 수사선 (2012)